# سام بلکهام
سام بلکهام (انگلیسی: Sam Blackham؛ 19 August 1890 – ۱۹۵۶ (۶۵−۶۶ سال)) بازیکن فوتبال بود.